# Llista de reserves índies dels Estats Units

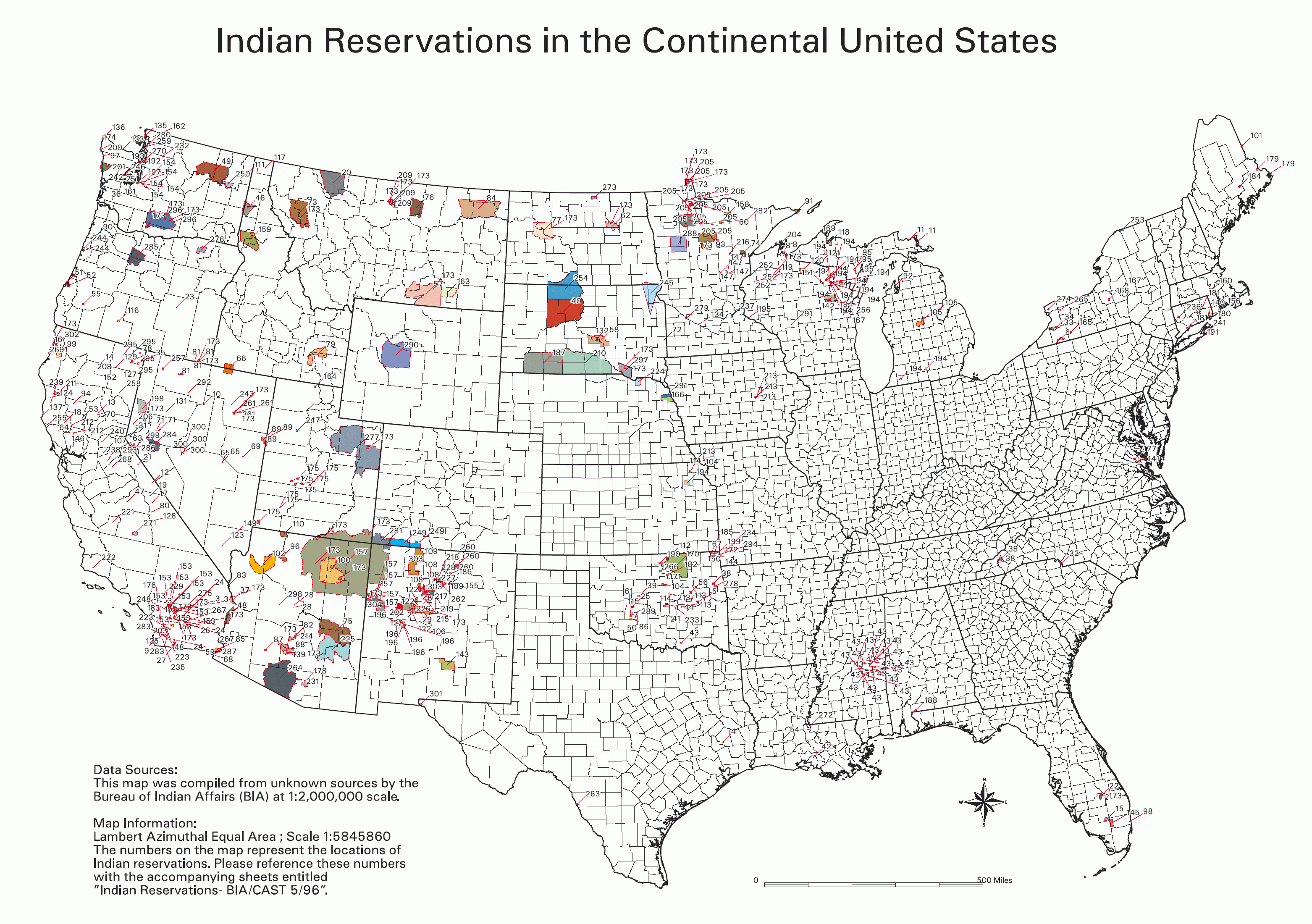
Mapa del Bureau of Indian Affairs de les reserves índies als Estats Units continentals

Aquesta és la Llista de reserves índies i altres llars tribals dels Estats Units. Al Canadà també hi ha institucions similars, les reserves índies.

## Reserves
La major part de la base de les terres tribals als Estats Units va ser anul·lada pel govern federal com a reserves índies. A Califòrnia, prop de la meitat de les seves reserves es diuen ranxeries. A Nou Mèxic, la majoria de les reserves es diuen pueblos. En alguns estats occidentals, en particular Nevada, hi ha àrees de nadius americans anomenats colònies.
| Índex A B C D E F G H I J K L M N O P Q R S T U V W X Y Z |

### A
- Reserva índia Pueblo Acoma
- Reserva índia Agua Caliente
- Reserva índia Ak-Chin: vegeu Reserva índia Maricopa (Ak-Chin)
- Reserva índia Alabama-Coushatta
- Reserva índia Allegany
- Ranxeria Alturas
- Reserva Annette Island
- Reserva índia Augustine

### B
- Reserva índia Bad River
- Reserva índia de Barona
- Reserva índia Battle Mountain
- Reserva índia Bay Mills
- Reserva índia Benton Paiute
- Ranxeria Berry Creek
- Ranxeria Big Bend
- Reserva índia Big Cypress
- Ranxeria Big Lagoon
- Reserva índia Big Pine
- Ranxeria Big Sandy
- Ranxeria Big Valley
- Reserva índia Bishop
- Reserva índia Blackfeet
- Ranxeria Blue Lake
- Reserva índia Bois Forte
  - Reserva índia Deer Creek
  - Reserva índia Nett Lake
  - Reserva índia Lake Vermilion
- Colònia índia Paiute Bridgeport de Califòrnia
- Reserva índia Brighton
- Colònia Burns Paiute

### C
- Reserva índia de Cabazon
- Reserva índia Cahuilla
- Ranxo Campbell
- Reserva índia Campo
- Reserva índia Capitan Grande
- Colònia Carson
- Reserva índia Catawba
- Reserva índia Cattaraugus
- Ranxeria Cedarville
- Celilo Village
- Reserva índia Chehalis
- Reserva índia Chemehuevi
- Reserva índia de Cheyenne River
- Ranxeria Chicken Ranch
- Reserva índia Chitimacha
- Pueblo Cochiti
- Reserva índia Coconut Creek
- Reserva índia Cocopah
- Reserva índia Coeur d'Alene
- Ranxeria Cold Springs
- Reserva índia del Riu Colorado
- Ranxeria Colusa
- Reserva índia Colville
- Reserva índia Coos, Lower Umpqua, i Siuslaw
- Reserva índia Coquille
- Ranxeria índia Cortina
- Reserva índia Coushatta
- Reserva índia Cow Creek
- Reserva índia Coyote Valley
- Reserva índia Crow
- Reserva índia de Crow Creek
- Reserva índia Cuyapaipe

### D
- Colònia Dresslerville
- Ranxeria Dry Creek
- Reserva índia de Duck Valley
- Reserva índia de Duckwater

### E
- Reserva índia Eastern Cherokee
- Colònia Elko
- Ranxeria Elk Valley
- Reserva índia d'Ely
- Ranxeria Enterprise

### F
- Colònia Fallon Paiute-Xoixoni
- Reserva Paiute-Shoshone de Fallon a
- Reserva índia de Flandreau
- reserva índia Flathead
- Reserva índia de Fond du Lac
- Comunitat Potawatoni Forest County
- Reserva índia de Fort Apache
- Reserva índia de Fort Belknap
- Reserva índia de Fort Berthold
- Reserva Fort Bidwell
- Reserva índia de Fort Hall
- Reserva índia Fort Independence
- Reserva índia de Fort McDermitt
- Reserva índia de Fort McDowell
- Reserva índia Fort Mojave
- Reserva índia de Fort Peck
  - Brockton
  - Fort Kipp
  - Frazier
  - Oswego
  - Poplar
  - Wolf Point
- Reserva índia Fort Pierce
- Reserva índia Fort Yuma

### G
- Reserva índia de Gila Peak
- Reserva índia de Goshute
- Reserva índia de Grand Portage
- Comunitat Grand Ronde Community
- Reserva índia de Grand Traverse
- Ranxeria Greenville
- Ranxeria Grindstone
- Ranxeria Guidiville

### H
- Comunitat Hannahville
- Reserva índia Havasupai
- Reserva índia Ho-Chunk
- Reserva índia Hoh
- Reserva índia de Hollywood
- Reserva índia de Hoopa Valley
- Reserva Hopi

| - - Blue Point - Burro Springs - East Dinnebito - Five Houses - Hardock - Hopi-Winslow - Moenkopi Administrative Area - Moenkopi - North Oraibi - Polacca Wash - RU251 - RU252 - RU253 - RU254 | - - RU255 - RU256 - RU257 - RU258 - RU259 - RU260 - RU261 - RU262 - RU263 - RU351 - RU451 - RU551 - RU552 - RU553 | - - RU554 - RU555 - RU556 - RU557 - RU558 - RU559 - RU560 - RU561 - RU562 - RU563 - RU564 - RU565 - RU566 - RU567 | - - RU568 - RU569 - RU570 - RU571 - RU572 - RU573 - Shongopovi - Shonto - South Oraibi - Talahogan - Toreva - Tovar Mesa - Upper Polacca - West Dinnebito |

- Ranxeria Hopland
- Houlton Maliseet Trust Land
- Reserva índia Hualapai
- Reserva índia Huron Potawatomi

### I
- Reserva índia d'Immokalee
- Reserva Inaja i Cosmit
- Reserva índia d'Indian Township
- Reserva índia Iowa
- Reserva índia d'Isabella
- Pueblo Isleta

### J
- Ranxeria Jackson
- Reserva índia Jamestown S'Klallam and Off-Reservation Trust Land
- Vila índia Jamul
- Pueblo Jemez
- Reserva índia Apatxe Jicarilla

### K
- Reserva índia Kaibab
- Reserva índia Kalispel
- Reserva índia Karuk
- Reserva índia Kickapoo
- Reserva índia Klamath
- Reserva índia Kootenai

### L
- Reserva índia de Lac Courte Oreilles
- Reserva índia de Lac du Flambeau
- Reserva índia de Lac Vieux Desert
- Laguna Pueblo
- Reserva índia La Jolla de La Jolla
- Reserva índia de Lake Traverse
- Reserva índia de L'Anse
- Reserva índia La Posta
- Colònia Las Vegas
- Ranxeria Laytonville
- Reserva índia de Leech Lake
- Ranxeria Likely
- Reserva índia de Little River
- Reserva índia de Little Traverse Bay
- Reserva índia de Lone Pine
- Ranxeria Lookout
- Reserva índia de Los Coyotes
- Colònia índia Lovelock
- Reserva índia de Lower Brulé
- Reserva índia de Lower Elwha
- Reserva índia de Lower Sioux
- Reserva índia Lummi

### M
- Reserva índia Makah
- Ranxeria Manchester-Point Arena
- Reserva índia Manzanita
- Reserva índia Maricopa (Ak Chin)
- Reserva índia Mashantucket Pequot
- Reserva índia Menominee
- Reserva índia Mesa Grande
- Reserva índia Mescalero
- Reserva índia Miccosukee
- Ranxeria Middletown
- Reserva índia de Mille Lacs
  - Reserva índia del Llac Mille Lacs
  - Reserva índia de Sandy Lake
- Minnesota Chippewa Trust Land
- Reserva índia choctaw de Mississipi
- Reserva índia del riu Moapa
- Reserva índia Mohegan
- Ranxeria Montgomery Creek
- Ranxeria Mooretown
- Reserva índia Morongo
- Reserva índia Muckleshoot

### N
- Pueblo Nambe
- Reserva índia Narragansett
- Reserva índia de la Nació Navajo

| - - Reserva índia Alamo - Aneth Chapter - Baca Chapter - Becenti Chapter - Beclabito Chapter - Bird Springs Chapter - Black Mesa Chapter - Bodaway Chapter - Bread Springs Chapter - Burnham Chapter - Cameron Chapter - Canoncito Indian Reservation: vegeu Reserva índia Tohajiilee - Casamero Lake Chapter - Chi Chil Tah Chapter - Chilchinbeto Chapter - Chinle Chapter - Church Rock Chapter - Coalmine Mesa Chapter - Coppermine Chapter - Cornfields Chapter - Counselor Chapter - Coyote Canyon Chapter - Crownpoint Chapter - Crystal Chapter - Dennehotso Chapter - Dilcon Chapter - Forest Lake Chapter | - - Fort Defiance Chapter - Fruitland Chapter - Ganado Chapter - Greasewood Chapter - Hard Rock Chapter - Hogback Chapter - Houck Chapter - Huerfano Chapter - Indian Wells Chapter - Inscription House Chapter - Iyanbito Chapter - Jeddito Chapter - Kaibeto Chapter - Kayenta Chapter - Kinlichee Chapter - Klagetoh Chapter - Lake Valley Chapter - Lechee Chapter - Leupp Chapter - Littlewater Chapter - Low Mountain Chapter - Lukachukai Chapter - Lupton Chapter - Manuelito Chapter - Many Farms Chapter - Mariano Lake Chapter - Mexican Springs Chapter | - - Mexican Water Chapter - Nageezi Chapter - Nahatadziil Chapter - Nahodishgish Chapter - Naschitti Chapter - Navajo Mountain Chapter - Nazlini Chapter - Nenahnezad Chapter - Oak Springs Chapter - Ojo Encino Chapter - Oljato Chapter - Pinedale Chapter - Pinon Chapter - Pueblo Pintado Chapter - Reserva índia Ramah - Red Lake Chapter - Red Mesa Chapter - Red Rock Chapter - Red Valley Chapter - Rock Point Chapter - Rock Springs Chapter - Rough Rock Chapter - Round Rock Chapter - St. Michaels Chapter - Reserva índia San Juan Paiute - Sanostee Chapter - Sawmill Chapter | - - Sheep Springs Chapter - Shiprock Chapter - Shonto Chapter - Smith Lake Chapter - Standing Rock Chapter - Steamboat Chapter - Sweetwater Chapter - Tachee Chapter - Teec Nos Pos Chapter - Teesto Chapter - Thoreau Chapter - Reserva índia Tohajiilee - Tohatchi Chapter - Tolani Lake Chapter - Tonalea Chapter - Torreon Chapter - Tsaile-Wheatfields Chapter - Tsayatoh Chapter - Tselani Chapter - Tuba City Chapter - Twin Lakes Chapter - Two Grey Hills Chapter - Whippoorwill Chapter - White Cone Chapter - White Horse Lake Chapter - White Rock Chapter - Wide Ruins Chapter |

- Reserva índia Nez Percé
- Reserva índia Nisqually
- Reserva índia Nooksack
- Reserva índia Northern Cheyenne
- Ranxeria North Fork
- Reserva índia Northwestern Shoshoni

### O
- Reserva índia d'Oil Springs
- Reserva índia Omaha
- Reserva índia Oneida de Nova York
- Reserva índia Oneida de Wisconsin
- Reserva índia Onondaga
- Reserva índia Ontonagon
- Reserva índia Osage

### P
- Reserva índia Paiute
- Reserva índia Pala
- Reserva índia de la tribu Pascua Yaqui
- Passamaquoddy Trust Land
- Reserva índia Pauma i Yuima
- Reserva índia Pechanga
- Reserva índia Penobscot
- Ranxeria Picayune
- Pueblo Picuris
- Reserva índia de Pine Ridge
- Ranxeria Pinoleville Rancheria
- Pit River Trust Land
- Reserva índia de Pleasant Point
- Reserva índia Poarch Creek
- Pueblo Pojoaque
- Reserva índia de Port Gamble
- Reserva índia de Port Madison
- Reserva índia de Prairie Band Potawatomi
- Comunitat índia de Prairie Island
- Reserva índia Puyallup
- Reserva índia de Llac Pyramid

### Q
- Reserva índia de Quartz Valley
- Reserva índia Quileute
- Reserva índia Quinault

### R
- Ramona Village
- Reserva índia de Red Cliff
- Ranxeria Redding
- Reserva índia de Red Lake
  - Little Rock
  - Ponemah
  - Redby
  - Red Lake
- Reserva índia de Redwood Valley
- Colònia índia Reno-Sparks
- Ranxeria Resighini
- Reserva índia Rincon
- Ranxeria Roaring Creek
- Ranxeria Robinson
- Reserva índia de Rocky Boy's
- Ranxeria Rohnerville
- Reserva índia de Rosebud
- Reserva índia Round Valley
- Ranxeria Rumsey

### S
- Reserva índia Sac i Fox/Meskwaki
- Reserva índia Sac i Fox
- Reserva índia de St. Croix
- Reserva índia mohawk de St. Regis
- Reserva índia de Salt River
- Reserva índia de San Carlos
- Pueblo Sandia
- Reserva índia de Sandy Lake
- Pueblo San Felipe
- Pueblo San Ildefonso
- Pueblo San Juan
- Reserva índia de San Manuel
- Reserva índia San Pasqual
- Pueblo Santa Ana
- Pueblo Santa Clara
- Ranxeria Santa Rosa
- Reserva índia de Santa Rosa
- Reserva Santa Ynez
- Reserva índia de Santa Ysabel
- Reserva índia Santee
- Pueblo Santo Domingo
- Reserva índia Sauk-Suiattle
- Reserva índia de Sault Ste. Marie
- Seminole Trust Land
- Reserva índia Comunitat Sioux Shakopee Mdewakanton
- Ranxeria Sherwood Valley
- Ranxeria Shingle Springs
- Reserva índia de la tribu Shoalwater Bay
- Reserva Siletz
- Reserva índia Skokomish
- Reserva índia de Skull Valley
- Ranxeria Smith River
- Reserva índia Soboba
- Comunitat Chippewa Sokaogon
- Reserva índia Southern Ute
- Reserva índia South Fork
- Reserva índia Spirit Lake
- Reserva índia Spokane
- Reserva índia Squaxin Island
- Reserva índia de Standing Rock
- Comunitat Stewart
- Ranxeria Stewarts Point
- Reserva índia Stillaguamish
- Comunitat Stockbridge-Munsee
- Ranxeria Sulphur Bank
- Reserva índia Summit Lake
- Ranxeria índia Susanville
- Reserva índia Swinomish
- Reserva índia Sycuan

### T
- Reserva índia de Table Bluff
- Reserva índia de Table Mountain
- Reserva índia de Tampa
- Pueblo de Taos
- Pueblo Tesuque
- Reserva índia Tohono O'odham
- Reserva índia Tonawanda
- Reserva índia Tonto Apache
- Reserva índia de Torres Martínez
- Ranxeria Trinidad
- Reserva índia Tulalip
- Reserva índia de Tule River
- Reserva índia Tunica-Biloxi
- Ranxeria Tuolumne
- Reserva índia de Turtle Mountain
- Reserva índia Tuscarora
- Reserva índia Twenty-Nine Palms

### U
- Reserva índia d'Uintah i Ouray
- Reserva índia Umatilla
- Ranxeria Upper Lake
- Reserva índia d'Upper Sioux
- Reserva índia d'Upper Skagit
- Reserva índia d'Ute Mountain

### V
- Reserva índia de Viejas

### W
- Reserva índia del Riu Walker
- Wampanoag-Aquinnah Trust Land
- Reserva índia de Warm Springs
- Colònia Wells
- Reserva índia de White Earth
- Reserva índia Wind River
- Reserva índia Winnebago
- Colònia índia Winnemucca de Nevada
- Comunitat Woodfords

### X
- Ranxeria XL

### Y
- Reserva índia Yakama
- Reserva índia Yankton
- Reserva índia Yavapai-Apatxe
- Reserva índia Yavapai-Prescott
- Colònia Yerington
- Reserva índia Yomba
- Pueblo Ysleta del Sur
- Reserva índia Yurok

### Z
- Pueblo Zia
- Reserva Zuni

### Àrees d'ús conjuntes
- Hopi/Navajo JUA: vegeu reserva índia Navajo
- Kickapoo/Sac i Fox JUA
- Menominee/Stockbridge-Munsee JUA
- San Felipe/Santa Ana JUA
- San Felipe/Santo Domingo JUA

## Àrea estadística tribal d'Oklahoma
Àrea estadística tribal d'Oklahoma (OTSA, Oklahoma Tribal Statistical Area) és una entitat estadística identificada i delimitada per tribus ameríndies reconegudes federalment a Oklahoma que antigament havien gaudit d'una reserva a l'Estat però que actualment no en tenen. Sovint una OTSA serà la de l'antiga reserva índia a Oklahoma.
| - Caddo-Wichita-Delaware OTSA - Cherokee OTSA - Cheyenne-Arapaho OTSA - Chickasaw OTSA - Choctaw OTSA - Citizen Potawatomi Nation-Absentee Shawnee OTSA - Creek OTSA - Eastern Shawnee OTSA - Iowa OTSA - Kaw OTSA - Kickapoo OTSA - Kiowa-Comanche-Apache-Fort Sill Apache OTSA - Miami OTSA | - Modoc OTSA - Otoe-Missouria OTSA - Ottawa OTSA - Pawnee OTSA - Peoria OTSA - Ponca OTSA - Quapaw OTSA - Sac and Fox OTSA - Seminole OTSA - Seneca-Cayuga OTSA - Tonkawa OTSA - Wyandotte OTSA |

### Àrees d'ús conjunt
- Creek-Seminole JUA OTSA
- Kaw-Ponca JUA OTSA
- Kiowa-Comanche-Apache-Ft. Sill Apache-Caddo-Wichita-Delaware JUA OTSA
- Miami-Peoria JUA OTSA

## Reserves hawaianes
| - Anahola-Kamalomalo - Auwaiolimu-Kalawahine-Kewalo-Papakolea - Hanapepe - Hoolehua-Palaau - Honokaia - Honokohau - Honomu-Kuhua - Humuula - Kahikinui - Kalamaula - Kalaoa - Kalaupapa - Kamaoa-Puueo - Kamiloloa - Kamoku-Kapulena | - Kaniohale - Kapaa - Kapaakea - Kapalama - Kapolei - Kaumana - Kawaihae - Keanae - Kealakehe - Keaukaha - Kekaha - Keoniki - Kula - Lahaina - Lalamilo - Lualualei | - Makakupia - Makuu - Moiliili - Moloaa - Nanakuli - Nienie - Olaa - Panaewa - Pauahi - Paukukalo - Pihonua - Ponohawai - Puukapu - Puunene - Puna | - Shafter Flats - Ualapue - Ulupalakua - Waianae - Waiohinu - Waiakea - Waiehu - Waikoloa-Waialeale - Wailau - Wailua - Wailua Homesteads - Wailuku - Waimanalo - Waimanu - Waimea |

## Àrees estadístiques de les viles natives d'Alaska
| Contingut: |  | Top 0–9 A B C D E F G H I J K L M N O P Q R S T U V W X Y Z |

Els natius d'Alaska tenien anteriorment moltes reserves petites escampades per Alaska, però, tots menys una (la reserva Annette Island dels tsimshian) van ser derogades amb l'aprovació de l'Alaska Native Claims Settlement Act de 1971.
- Akhiok
- Akiachak
- Akiak
- Akutan
- Alakanuk
- Alatna
- Aleknagik
- Algaacig
- Allakaket
- Ambler
- Anaktuvuk Pass
- Andreafsky
- Angoon
- Aniak
- Anvik
- Arctic Village
- Atka
- Atmautluak
- Atqasuk
- Barrow
- Beaver
- Belkofski
- Bethel
- Bill Moore's
- Birch Creek
- Brevig Mission
- Buckland
- Cantwell
- Chalkyitsik
- Chefornak
- Chenega
- Chevak
- Chickaloon
- Chignik
- Chignik Lagoon
- Chignik Lake
- Chilkat
- Chilkoot
- Chistochina
- Chitina
- Chuathbaluk
- Chulloonawick
- Circle
- Clark's Point
- Copper Center
- Council
- Craig
- Crooked Creek
- Deering
- Dillingham
- Dot Lake
- Douglass
- Eagle
- Eek
- Egegik
- Eklutna
- Ekuk
- Ekwok
- Emmonak
- Evansville
- Eyak
- False Pass
- Fort Yukon
- Gakona
- Galena
- Gambell
- Georgetown
- Golovin
- Goodnews Bay
- Grayling
- Gulkana
- Hamilton
- Healy Lake
- Holy Cross
- Hoonah
- Hooper Bay
- Hughes
- Huslia
- Hydaburg
- Igiugig
- Iliamna
- Inalik
- Ivanof Bay
- Kake
- Kaktovik
- Kalskag
- Kaltag
- Karluk
- Kasaan
- Kasigluk
- Kenaitze
- Kiana
- King Cove
- Kipnuk
- Kivalina
- Klawock
- Knik
- Kobuk
- Kokhanok
- Kongiganak
- Kotlik
- Kotzebue
- Koyuk
- Koyukuk
- Kwethluk
- Kwigillingok
- Kwinhagak
- Larsen Bay
- Levelock
- Lime Village
- Lower Kalskag
- McGrath
- Manley Hot Springs
- Manokotak
- Marshall
- Mary's Igloo
- Mekoryuk
- Mentasta Lake
- Minto
- Mountain Village
- Naknek
- Nanwalek
- Napaimute
- Napakiak
- Napaskiak
- Nelson Lagoon
- Nenana
- Newhalen
- New Koliganek
- New Stuyahok
- Newtok
- Nightmute
- Nikolai
- Nikolski
- Ninilchik
- Noatak
- Nondalton
- Noorvik
- Northway
- Nuiqsut
- Nulato
- Nunam Iqua
- Nunapitchuk
- Ohogamiut
- Old Harbor
- Oscarville
- Ouzinkie
- Paimiut
- Pedro Bay
- Perryville
- Pilot Point
- Pilot Station
- Pitkas Point
- Platinum
- Point Hope
- Point Lay
- Portage Creek
- Port Graham
- Port Heiden
- Port Lions
- Rampart
- Red Devil
- Ruby
- Russian Mission
- St. George
- St. Michael
- St. Paul
- Salamatof
- Sand Point
- Savoonga
- Saxman
- Scammon Bay
- Selawik
- Seldovia
- Shageluk
- Shaktoolik
- Shishmaref
- Shungnak
- Sleetmute
- Solomon
- South Naknek
- Stebbins
- Stevens Village
- Stony River
- Takotna
- Tanacross
- Tanana
- Tatitlek
- Tazlina
- Telida
- Teller
- Togiak
- Toksook Bay
- Tuluksak
- Tuntutuliak
- Tununak
- Twin Hills
- Tyonek
- Ugashik
- Unalakleet
- Unalaska
- Wainwright
- Wales
- White Mountain
- Yakutat

### Corporacions regionals de natius d'Alaska
Com a part de l'Alaska Native Claims Settlement Act el 1971, es van establir tretze anys corporacions regionals natius d'Alaska, de les quals dotze tenen autoritat territorial, mentre que la XIII, conegudat com La 13a Corporació Regional, no en té. Les dotze empreses regionals amb base territorial són:
| - Ahtna, Incorporated - The Aleut Corporation - Corporació Regional Pendent Àrtic - Corporació Regional Estret de Bering - Corporació Nativa Badia de Bristol - Calista Corporation | - Chugach Alaska Corporation - Cook Inlet Region, Inc - Doyon, Limited - Koniag, Incorporated - Corporació Regional NANA - Sealaska Corporation |

## Àrees estadístiques tribals designades
Àrees estadístiques tribals designades (TDSA) és una entitat estadística identificada i delimitada per l'Oficina del Cens per a una tribu ameríndia reconeguda federalment que actualment no té una reserva índia reconeguda federalment.
- Banda Aroostook dels Micmac TDSA
- Nació Cayuga TDSA
- Banda Ione dels Miwok TDSA
- Banda Jena dels Choctaw TDSA
- Kanatak TDSA
- Mechoopda TDSA
- Banda Pokagon dels Potawatomi TDSA
- Samish TDSA
- Tetlin TDSA

## Reserva ameríndia estatalment designada
Reserva ameríndia estatalment designada és l'àrea de terra designada i reconeguda per un Estat com a reserva índia, però no reconeguda a nivell federal.
- Reserva índia Chaubunagungamaug
- Reserva índia Golden Hill
- Reserva índia Hassanamiscon (a.k.a. Reserva índia Hassanamesit)
- Reserva índia Mattaponi
- Reserva índia MOWA Choctaw
- Reserva índia Pamunkey
- Reserva índia Paucatuck Eastern Pequot
- Reserva índia Poospatuck
- Reserva índia Rankokus
- Reserva índia Schaghticoke
- Reserva índia Shinnecock
- Reserva índia Tama

## Àrees Estadístiques Ameríndies Designades Estatalment
Àrea Estadística Ameríndia Designada Estatalment és una entitat estadística identificada i dissenyada per l'Oficina del Cens per a una tribu ameríndia reconeguda per un Estat que actualment no té una reserva reconeguda federalment o per l'estat.
- Adais Caddo SDAISA
- Apache Choctaw SDAISA
- Cherokees of Southeast Alabama SDAISA
- Cherokee Tribe of Northeast Alabama SDAISA
- Chickahominy SDAISA
- Clifton Choctaw SDAISA
- Coharie SDAISA
- Eastern Chickahominy SDAISA
- Echota Cherokee SDAISA
- Four Winds Cherokee SDAISA
- Haliwa-Saponi SDAISA
- Indians of Person County SDAISA
- Lumbee SDAISA
- Machis Lower Creek SDAISA
- Nanticoke Indian Tribe SDAISA
- Nanticoke Lenni Lenape SDAISA
- Ramapough SDAISA
- Star Musckogee Creek SDAISA
- United Houma Nation SDAISA
- Waccamaw Siouan SDAISA